# Zeuxiotrix atra
Zeuxiotrix atra är en tvåvingeart som beskrevs av Louis-Paul Mesnil 1976. Zeuxiotrix atra ingår i släktet Zeuxiotrix och familjen parasitflugor.
Artens utbredningsområde är Madagaskar. Inga underarter finns listade i Catalogue of Life.